# Roland Wieser
Roland Wieser, född den 6 maj 1956 i Zschopau, Tyskland, är en östtysk friidrottare inom gång.
Han tog OS-brons på 20 kilometer gång vid friidrottstävlingarna 1980 i Moskva. 